# صاعقه سیاه (فیلم ۲۰۰۹)
صاعقه سیاه (به انگلیسی: Black Lightning) و (به روسی: Chernaya Molniya) فیلمی محصول سال ۲۰۰۹ و به کارگردانی الکساندر وویتانسکی و دیمیتری کسلو است. در این فیلم بازیگرانی همچون گریگوری دوبریگین، اکاترینا ویلکووا، سرگئی گارماش، ویکتور ورژبیتسکی، یکاترینا واسیلی‌یوا، یوئزس بودرایتیس و میخائیل یفریمف ایفای نقش کرده‌اند.